# Мракодол
Мракодол је насељено мјесто у општини Костајница, Република Српска, БиХ. Према попису становништва из 1991. у насељу је живјело 359 становника.

## Географија
Насеље Мракодол се протеже у два правца, један уз долину ријеке Уне, а други уз долину ријечице Стригова. Дио који се протеже уз ријеку Уну се зове Бришевци. Други дио, Ријека, нема јасне границе јер захвата дио који се директно надовезује на Бубњарицу, која представља дио Костајнице и онда се спаја цестом која иде од Бришеваца до унутрашњости овог насеља. Површински насеље је релативно велико у односу на сам број становника и заузима више од једне петине (20%) укупне површине општине Костајница. У смислу географско-педолошких карактеристика село Мракодол спада у минирегију општине Костајница - Долина Стригове.

## Физиономија насеља
Мракодол је прилично велико насеље разбијеног типа. Први правац пружања насеља је магистрални пут који повезује два општинска центра Костајницу и Нови Град. Овај дио насеља Мракодол - Бришевци је збијеног типа и гледано са стране физионоије насеља представља природну везу између села Грдановац и саме Костајнице. У овоме дјелу насеља постоји и већи број викендица крај ријеке Уне, а такође овде се улијева рјечица Стригова у Уну. Други дио насеља Мракодол - Ријека је у долини ријечице Стригове. По физиономији насеља овај дио села Мракодол веома подсјећа на остала села која чине Гоњи плато општине Костајница. Што се тиче урбанизације, дио насеља уз територију града Костајнице прераста у интегрални дио самог града. Слична ситуација, само у већом обиму, дешава се и са насељем Тавија.

## Пољопривреда
Као и у двоструком правцу пружања насеља Мракодол, тако постоје и два добро раздвојена пољопривредна појаса. Први уз ријеку Уну и други уз рјечицу Стригову. У подручју уз ријеку Уну протежу се наизмјенична поља кукуруза, пшенице, јечма и друга жита. У другом појасу уз ријечицу Стригову се налазе са обе стране овог водотока уске њиве на којима се сије првенствено кукуруз. У ова оба појаса људи се још баве и сточарством, те гаје свиње, краве и живину.

## Природни ресурси
Минерална сировина која се експлоатише је камен – дијабаз, који се налази у овом насељу у долини Стригове, а може се користити за добијање најквалитетнијих врста бетона, али и за израду путева и аутопутева.

## Историја
Од археолошких налазишта у селу Мракодол се могу наћи два значјнија налазишта. Прво је талионица жељеза из доба Старог Рима у засеоку Бришевци. Друго је праисторијско и средњовјековно насеље Оштра главица (касно бронзано и жељезно доба и рани средњи вијек).

## Култура
Од сакралних објеката на територији насеља Мракодол се налази православна црква посвећена Св. цару Лазару, позната и као црква Св. Вида. У овој цркви се редовно не врши служба, већ само повремено, и то од свештеника који обавља своју дужност у цркви Св. Тројице у Костајници. Око ове цркве се мјештани знају окупљати за велике празнике и остале прилике. Од друштвене инфраструктуре, у Мракодолу се налази и друштвени дом, а од спортско-рекреативне инфраструктуре у истоименом насељу се налази ловачка кућа. Сам друштвени дом се нажалост ријетко користи у сврху окупљања мјештана и доста је запуштен.

## Становништво
Према попису становништва из 1991. године, мјесто је имало 359 становника.
| Демографија | Демографија | Демографија |
| Година      | Становника  | Становника  |
| ----------- | ----------- | ----------- |
| 1948.       | 357         |             |
| 1953.       | 381         |             |
| 1961.       | 408         |             |
| 1971.       | 415         |             |
| 1981.       | 386         |             |
| 1991.       | 359         |             |